# Edmund Gosse
Edmund William Gosse (født 21. september 1849 i London, død 16. maj 1928) var en engelsk digter og kritiker, søn af Philip Henry Gosse.
Gosse fik sin opdragelse i Devonshire og blev 1869 ansat ved biblioteket i British Museum, men flyttedes 1875 herfra til Handelsministeriet som translatør. 1872 og 1874 foretog han rejser i Skandinavien, hvor han blev fortrolig med skandinavisk litteratur og lærte en del af de ledende inden for litterære kredse personligt at kende. 
Sammen med William Archer har han senere været en af de ivrigste og kyndigste talsmænd for skandinavisk åndsliv i England. Resultatet heraf foreligger i Studies in the Literature of Northern Europe (1875), Henrik Ibsen (1908) og Two visits to Denmark (1912) (oversat til dansk). 
1884 blev han docent i engelsk litteratur i Cambridge og 1904 bibliotekar i Overhuset. Hans Debut i Litt. skete 1873 med digtsamlingen On Viol and Flute, der fulgtes 1879 af New Poems, Firdausi in Exile (1886), In Russet and Silver (1894), The Autumn Garden (1908) og Collected Poems (1911). 
Hans lyrik, der er lidt i slægt med Matthew Arnolds, er i formen sikker og melodiøs, men kølig og uden lidenskab, med fin og skarp sans for og evne til at gengive det engelske landskab. For den almindelige opfattelse er Gosse da også først og fremmest kritikeren. 
Det ser ud som en tanke, at et af hans første arbejder her blev Life of Gray (1882), med hvem han har en ikke ringe sindslighed. Senere følger så Seventeenth Century Studies (1883), History of Eighteenth Century Literature (1889), Jacobean Poets (1894), Kit Kates (1896), French Profiles (1905) og Portraits and Studies (1912). Desuden sammen med Richard Garnett Illustrated Record of English Literature (1903). 
Som Kritiker udmærkede han sig ved ren kultiveret smag, stor viden og smukt sprog, men uden dybgående originalitet eller indtrængende psykologisk sans. Hans betydeligste prosaarbejde er sikkert den 1907 anonymt udgivne Father and Son, en skildring af hans egen barndoms udvikling, der samtidig giver et udmærket billede af den uddøende engelske puritanisme.